# 希金斯冰原島峰
79°39′S 82°27′W / 79.650°S 82.450°W
希金斯冰原島峰（英語：Higgins Nunatak），是南極洲的冰原島峰，位於埃爾斯沃思地，屬於赫里蒂奇嶺的一部分，美國地質調查局根據測量和該國海軍的空中照片繪入地圖，現時由南極條約體系管理。